# Dypterygia fuscocana
Dypterygia fuscocana är en fjärilsart som beskrevs av Embrik Strand 1920. Dypterygia fuscocana ingår i släktet Dypterygia och familjen nattflyn. Inga underarter finns listade i Catalogue of Life.